# Michel Auer
Michel Auer (30. května 1933 Curych – říjen 2024) byl francouzsko-švýcarský fotograf, sběratel a historik fotografie.

## Život
Narodil se v Curychu v roce 1933 jako syn Julese Auera a Victoire Auerové (rozené Frontaidové). Po základní škole v letech 1941 až 1945 v Ženevě a střední škole v letech 1946 až 1951 v Glariseggu v německy mluvícím Švýcarsku se vyučil v Curychu jako reklamní fotograf.
Po ukončení švýcarské vojenské služby v roce 1954 založil v následujícím roce v Ženevě ateliér pro reklamní fotografii. Oženil se s Françoise Guerinovou, se kterou se rozvedl v roce 1968 po narození jejich tří dětí (Martine, Laurence a Georges Nicéphore). V roce 1958 získal titul federálního mistra jako fotograf.
V roce 1960 založil v Ženevě laboratoř Big, která se specializovala na velkoformátové zvětšeniny černobílých a barevných fotografií. V čele společnosti stál až do roku 1975.
V roce 1961 zanechal reklamní fotografie a věnoval se sbírání fotoaparátů a psaní různých knih na toto téma. V roce 1976 založil spolu s Michèle Ory stánek na pařížském bleším trhu se specializací na fotoaparáty a fotografie. V roce 1980 se s Michèle Ory oženil.
V březnu 2009 založil se svou ženou Michèle nadaci auer photo foundation, která mu umožňovala vystavovat jeho sbírku více než 10 000 fotografií a předmětů souvisejících s fotografií.
Michel Auer zemřel v říjnu 2024 ve věku 91 let.

## auer photo foundation
Nadace auer photo foundation , kterou v březnu 2009 založili M + M Auerovi, si dala za cíl zachovat a propagovat stávající sbírku, získávat nové předměty a fotografická díla, pořádat výstavy a šířit Mezinárodní encyklopedii fotografů a denně aktualizovat. Nadace také publikuje díla, která přispívají k lepšímu porozumění fotografii, propaguje mladé umělce i zapomenuté či opomíjené umělce, pořádá semináře a workshopy a vítá badatele, umělce, studenty a stážisty.
Sbírka zahrnuje více než 500 fotoaparátů, 21 000 knih, nepublikovaná díla, 50 000 originálních tisků, umělecká díla, literaturu, pohlednice a plakáty a sleduje historii fotografie od roku 1839 do současnosti.

## Ocenění
- 1989: Mezinárodní federace uměleckých fotografů fotografického klubu v Rize, Lotyšsko, diplom.
- 1989: Asociace polských uměleckých fotografů, medaile ke 150. výročí fotografie.